# San Giorgio delle Pertiche
San Giorgio delle Pertiche es una localidad y comune italiana de la provincia de Padua, región de Véneto, con 9.842 habitantes.

## Evolución demográfica
| Gráfica de evolución demográfica de San Giorgio delle Pertiche entre 1861 y 2001 |
|                                                                                  |
| Fuente ISTAT - elaboración gráfica de Wikipedia                                  |